# Jean-François Miniac
 (décembre 2020).
 (janvier 2025).
Il peut être nécessaire de l'améliorer pour respecter le principe de neutralité de point de vue. Veuillez consulter la page de discussion pour plus de détails.

Jean-François Miniac alias Solidor, né le 17 février 1963 à Paris 14e, est un écrivain et auteur de bande dessinée français.

## Biographie
Jean-François Miniac passe son enfance à Caen, dans le quartier de Vaucelles, puis part à Rennes où il obtient une licence d'arts plastiques. Il est l'élève des peintres Jack Mutel et Auguste Denis-Brunaud. Il suit ensuite une formation à l'animation à l'école des Gobelins avant de pratiquer l'illustration publicitaire comme  la bande dessinée.
« Son trait inspiré par une ligne claire réaliste ne manque pas de charme. » estime Henri Filippini en 2018 dans BD Zoom.
« Excellent dessinateur, notamment sur des BD de la collection Agatha Christie ou sur « Outsiders » avec François Rivière. » juge encore Gilles Ratier en 2024, toujours dans BD Zoom.
Ses thèmes de prédilection sont l'Histoire, la Normandie et le true crime. Il est membre de la Société des auteurs de Normandie.
Soucieux de la transmission mémorielle, le dernier témoin d'Oradour Robert Hébras initie dès 2020 et supervise la création de la bande dessinée Oradour 1944, L'Innocence Assassinée, sur scénario de Miniac. Responsable du pôle Culture du journal Le Soir, Daniel Couvreur apprécie le travail mémoriel des auteurs, tout comme Michel Pralong dans le quotidien suisse Le Matin, ou comme, le 16 juin 2024, Eddy Caekelberghs dans Majuscules, l'émission dominicale de La Première (principale radio de la RTBF) consacrée au monde du livre. Le 18 juin suivant, Richard de Sèze note dans les pages lecture du  magazine Valeurs Actuelles : « Tout a déjà été dit, mais la bande dessinée se révèle, une fois de plus, comme le meilleur vecteur pour à la fois exposer et sentir. »

## Œuvre littéraire
- Les Grandes Affaires criminelles de l'Orne[1], préface d'Alain Lambert, De Borée, Paris, 2008  (ISBN 978-2-84494-814-4).
- Les Nouvelles Affaires criminelles de l'Orne, De Borée, Paris, septembre 2009 (ISBN 978-2-84494-959-2)[10].
- Les Mystères de la Manche, préface de Jacqueline et Claude Briot, De Borée, Paris, 2009  (ISBN 978-2-84494-968-4).
- Les Mystères de l'Orne, De Borée, janvier 2011 (ISBN 978-2-81290-254-3).
- Les Nouveaux Mystères de la Manche, De Borée, mars 2011 (ISBN 978-2-81290-253-6).
- Les Nouvelles Affaires Criminelles de la Manche, de Borée, Paris, avril 2012 (ISBN 978-2-8129-0612-1).
- Flamboyants escrocs de Normandie, mai 2012, éditions OREP (ISBN 978-2-8151-0092-2).
- Grandes pages amoureuses de Normandie, juin 2012, Orep (ISBN 978-2-8151-0093-9).
- Les Grandes Affaires d'Espionnage de France, De Borée, Paris, 2013 (ISBN 978-2-8129-0611-4).
- Les Grandes Affaires Criminelles du Rail[11], De Borée, Paris, 2013 (ISBN 978-2-8129-0714-2).
- Affaires d'Etat, Affaires Privées, Les Très Riches Heures de la République[12],[13], Métive, avril 2015  (ISBN 978-2-3710-9006-4).
- Paris, Capitale de l'Espionnage, dessins de l'auteur, Éditions Bonneton, septembre 2019 (ISBN 978-2-8625-3804-4).
- La Serpe rouge, en collaboration avec Nan Aurousseau, Moissons Noires, août 2021 (ISBN 978-2-4907-4663-7).
- La France impériale, Éditions Bonneton, octobre 2021 (ISBN 978-2-8625-3859-4).
- La France des Inventeurs, Éditions Bonneton, octobre 2021 (ISBN 978-2-8625-3919-5).
- La France des Fromages, Éditions Bonneton, octobre 2022 (ISBN 978-2-3848-7008-0).
- Histoires de la Bretagne, Éditions Bonneton, octobre 2022 (ISBN 978-2-8625-3932-4).
- Histoires Insolites de la Manche, Orep, novembre 2022 (ISBN 978-2-8151-0662-7).
- La Bretagne : L'abcdaire désordonné, Éditions Bonneton, avril 2023 (ISBN 978-2-8625-3850-1).
- Les Charmes insolites de la Normandie, Éditions Bonneton, avril 2023 (ISBN 978-2-8625-3994-2).
- La France des vins et des champagnes, Éditions Bonneton, septembre 2023 (ISBN 978-2-3848-7098-1).
- Orne, grandes affaires criminelles, Orep, octobre 2023 (ISBN 978-2-8151-0693-1).
- Mystères et légendes de France, Éditions Bonneton, septembre 2024 (ISBN 978-2-3848-7168-1).
- Manche, grandes affaires criminelles, Orep, octobre 2024 (ISBN 978-2-8151-0991-8).
- Histoires Insolites de l'Orne, Orep, novembre 2024 (ISBN 978-2-8151-0990-1).
- Grand Dictionnaire du vin, Éditions Bonneton, 2025.

### Collectif
- Les Grandes Affaires criminelles de Normandie, collectif, De Borée, Paris, novembre 2009, 448 pages  (ISBN 978-2-84494-950-9). Réédition au Grand Livre du Mois en 2010.
- Butin, nouvelles noires du goéland masqué (Coop Breizh, 2010), illustré par Jean-Luc Hiettre, avec notamment Jean-Bernard Pouy et Didier Daeninckx. (ISBN 978-2843464690).
- Les Nouvelles Affaires criminelles de Normandie, collectif, De Borée, Paris, janvier 2016, (ISBN 978-2812917028).
- Louis Duchesne, incontournable monument de l'Histoire, avec André Vauchez, Brigitte Waché, Jean-Yves Ruaux et Christian Boucher, éd. Cristel, Saint-Malo, avril 2017 (ISBN 978-2-8442-1137-8).

## Bande dessinée

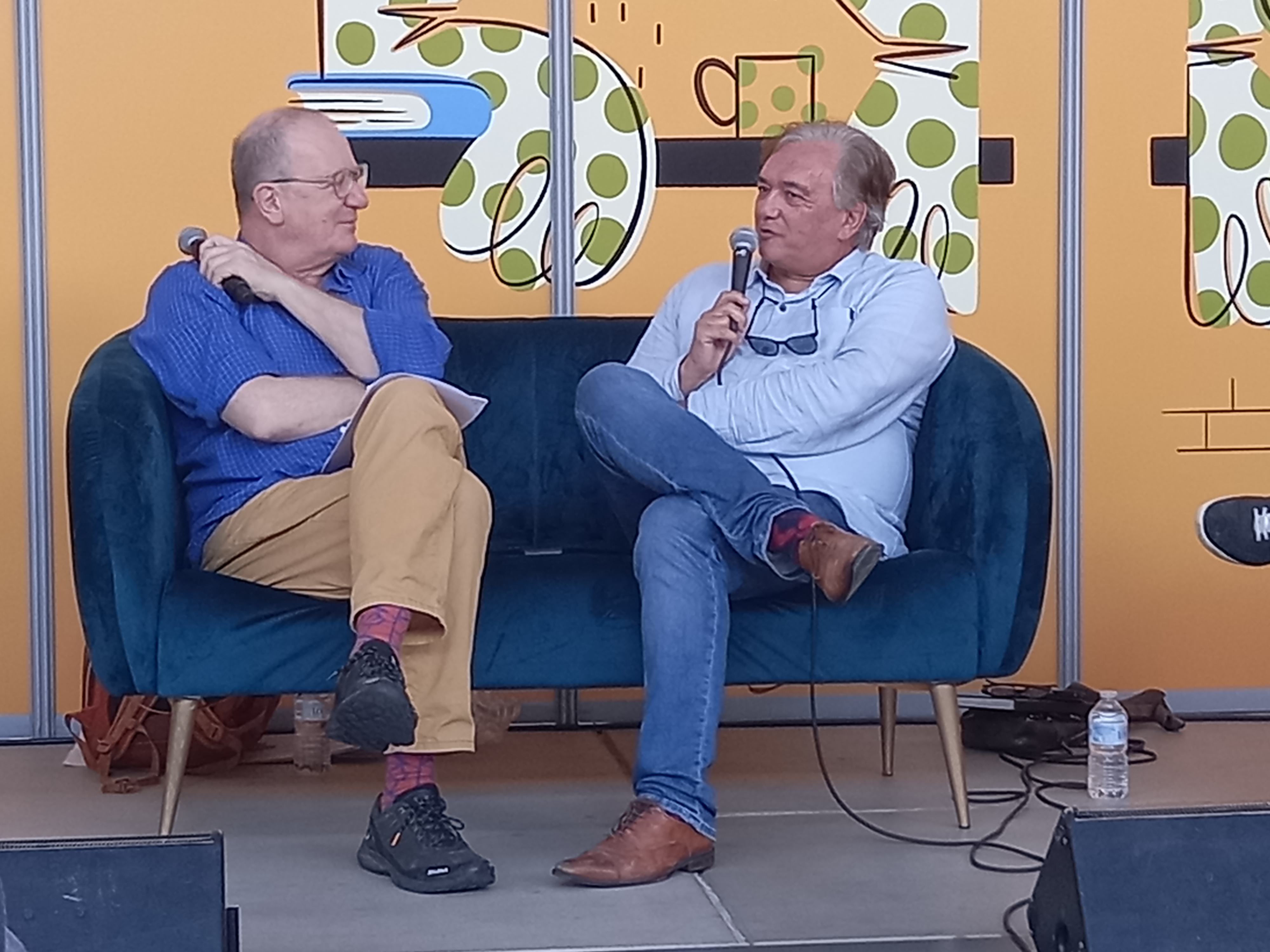
Thierry Tinlot (à gauche) et Jean-François Miniac (à droite) en conférence sur les 80 ans de la Libération à l'auditorium du BD Comic Strip Festival (Bruxelles) en 2024.

### Dessinateur
- La série Valentine avec Bruno Bazile et Didier Teste dans le mensuel Mikado (périodique), chez Milan presse.
- Le Suore figlie di San Giuseppe, scénario de Ricardo Alvarez, Fleurus, janvier 1992  (ISBN 978-2-21501-617-5).
- La Saga des fils de Thulé, Le drakkar des bannis, scénario de Christophe Pelinq (Scotch Arleston), couverture de Jean-Louis Mourier, Soleil productions, juin 1993,  (ISBN 978-2-87764-163-0).
- Collaborateur de l'album Caen, du chagrin à l'espoir, chez Comptoirs des vents, en 1994.
- Collaboration à Hello BD (ex Tintin) et dessin pour le second tome de la série Sam Griffith : L'ombre de Kipling, (scénario de Di Giorgio et Bob de Groot), Alpen publishers, Genève, 1994  (ISBN 978-2-7316-1058-1).

Claude Lefrancq lui confie le dessin des enquêtes d'Hercule Poirot dans la collection Le Masque présente Agatha Christie aux éditions Lefrancq associées aux Éditions du Masque. Deux tomes des adaptations d'Agatha Christie en BD sortent : 
- Le Crime de l'Orient-Express, Lefrancq, Bruxelles,(1995), (ISBN 978-2-87153-161-6).
- Mort sur le Nil, Lefrancq, Bruxelles, (1996)  (ISBN 978-2-87153-203-3). L'album reçoit le prix du public au festival de Creil.

Au Royaume-Uni, les deux albums paraissent en anglais dans la collection English Détective, accompagnés d'un CD. Mort sur le Nil fait l'objet d'une édition au Danemark.
En 1998, les éditions Glénat proposent à Miniac et François Rivière de créer une série policière, Outsiders dans la collection Bulle noire.
À partir de 2002, il prend le pseudonyme de Solidor pour répondre aux demandes des éditions Emmanuel Proust :
- Mort sur le Nil, novembre 2002,  (ISBN 978-2-84810-007-4)
- Le crime de l'Orient-Express, mars 2003,  (ISBN 978-2-84810-013-5) et, pour l'édition d'avril 2010 :  (ISBN 978-2-84810-291-7).
- Christophe, mai 2005, Vents d'Ouest, scénario de Gégé et Bélom,  (ISBN 978-2-74930-242-3).

Ses adaptations BD d'Agatha Christie se voient traduites en une vingtaine de langues[réf. nécessaire].
- Together, Our Faith Goes Further, encrage de Olivier Brazao, couleur Pierre Schelle, scénario de Corinna et Maria Laughlin, préface de David Konderla, éditions du Signe, 2023. (ISBN 978-2-7468-4535-0)

### Albums collectifs notables
- Amiante, chronique d'un crime social[15], scénario de Kristijan Cvejic et du journaliste Albert Drandov, septembre 2005,  (ISBN 978-2-91480-903-0). L'album obtient le Prix Tournesol 2006 au Festival international de la bande dessinée d'Angoulême[16].
- Polar, Shots entre amis à Cognac[17], collectif, sous la direction de Bruno Lecigne, préface d'Olivier Marchal, Les Humanoïdes associés, 2020  (ISBN 978-2-7316-8844-3)

### Scénariste
- Zoë sème la zizanie[18], dessins d'Emmanuel Delente, couleurs de Claire Noël, Des ronds dans l'O, 2006.
- Zoé et le monde perdu[19], dessins d'Emmanuel Delente, couleurs de Claire Noël, Des ronds dans l'O, 2008.
- Pissenlit, les chroniques du bocage, dessin de Casters, CDB, 2009,  (ISBN 978-2-7466-1339-3). De 2007 à 2009, il a écrit cette série animalière humoristique pour l'hebdomadaire agricole Terra et reçoit un prix aux Grand Prix éditoriaux du SNPAR.
- Kénavo, vaches, cochons, dessin de Pauline Casters, Geste, 2012,  (ISBN 978-2845619388).
- L'affaire Spaggiari, le casse du siècle, dessins de Marcel Uderzo, couleurs de Sophie David, De Borée, Paris, 2012,  (ISBN 978-2-8129-0582-7).
- Guillaume, bâtard et conquérant[20],[21], couleur et dessin de Borch, OREP, juillet 2014  (ISBN 978-2-8151-0177-6).
- Monet, un arc-en-ciel sur Giverny, couleur et dessin de Fabrice Le Hénanff, OREP, février 2019  (ISBN 978-2-8151-0475-3).
- Vikings, Rois des Mers[22], dessin de Andrea Rossetto, couleur de Alessandra Baccaglini, dossier pédagogique d'Elisabeth Ridel, OREP, octobre 2020  (ISBN 978-2-8151-0520-0).
- Richard Cœur de Lion, dessin de Alain Paillou, préface de Maxence de Rugy, éditions Orep, octobre 2021  (ISBN 978-2-8151-0531-6)
- La Normandie, quelle histoire !,dessin de Andrea Rossetto, couleur de Alessandra Baccaglini, dossier historique de Roger Jouet, OREP, octobre 2021  (ISBN 978-2-8151-0574-3)
- Oradour 1944, L'Innocence Assassinée, dessin de Bruno Marivain, Couleurs de Cerise, conseiller Robert Hébras, dossier historique de Philippe Grandcoing, éditions Nicolas Anspach, 2024 [23],[24],[25],[26],[27],[28],[29],[30].
- Vauban, Le Piège malouin, dessin de Andrea Rossetto, éditions Anspach, 2025.

## Livre illustré

### Narrateur et illustrateur
- Boujou de Normandie, tome 1, texte et dessin de Miniac, 64 pages couleur, cartonné, novembre 2010, éditions Orep (01-Péronnas: Impr. Sepec) (ISBN 978-2-81510-062-5). Réédition à l'été 2013.
- Cha va biloute ?, texte et dessin de Miniac, 64 pages couleur, cartonné, novembre 2011, Orep  (ISBN 978-2-815100-96-0).
- Brèves de Tour, Savoureux Abécédaire de la Grande Boucle, texte et dessin de Miniac, juin 2016, Orep  (ISBN 978-2-815103-13-8)
- Benèze, texte et dessin de Miniac, dessin de Luc Turlan, 2016.  (ISBN 978-2-367466-16-3).
- Agour, texte et dessin de Miniac, Geste, 2017.  (ISBN 978-2-367467-57-3).
- Boujou de Normandie, tome 2, texte et dessin de Miniac, octobre 2020, éditions Orep  (ISBN 978-2-81510-426-5)[31].

### Illustrateur
- Les Carnets d'une centenaire : Raphaël, mon frère, par Adèle Denys, chez Kérig, 2001, 94 p.  (ISBN 978-2-9514664-2-5)
- L' Histoire de Rennes racontée aux enfants, texte de Christian Briec et Bruno Genton, dessin de Miniac, Éditions Apogée, 2007.  (ISBN 978-2-84398-298-9).
- Gribouille au Mont Saint-Michel, texte d'Annie Prévost, dessin de Miniac, Orep, 2010. (ISBN 978-2-81510-020-5).
- Léon, le p'tit paléontologue, texte de Adeline Aumont et Corine Desprez, dessin de Miniac, juin 2011, Orep  (ISBN 978-2-8151-0076-2).
- Normandises 1 - savoureuses expressions normandes, texte de Roger Jouet, dessin de Miniac, décembre 2012, Orep  (ISBN 978-2-8151-0138-7).
- Gribouille et le fantôme de Giverny, texte d'Annie Prévost, dessin de Miniac, couleur de Sophie David, 48 pages couleur, cartonné, Orep, 2013. (ISBN 978-2-8151-0111-0).
- Normandises 2 - savoureuses expressions normandes, Rinchette et gloria, texte de Roger Jouet, dessin de Miniac, novembre 2013, Orep. (ISBN 978-2-8151-0173-8). Trois éditions.

## Prix et récompenses
En 2006, le Prix Tournesol lui est décerné au Festival international de la bande dessinée d'Angoulême, un prix collectif pour la BD Amiante, chronique d'un crime social,.